# بیلی (سگ)
بیلی (سگ) (به انگلیسی: Billy (dog))، نام یکی از نژادهای سگ است که خاستگاه آن به فرانسه بازمی‌گردد. قد جنس نر بیلی (سگ) ۶۰–۷۰ سانتیمتر (۲۴–۲۸ اینچ) است و قد جنس مادهٔ آن ۵۸–۶۲ سانتیمتر (۲۳–۲۴ اینچ).